# Contax 645

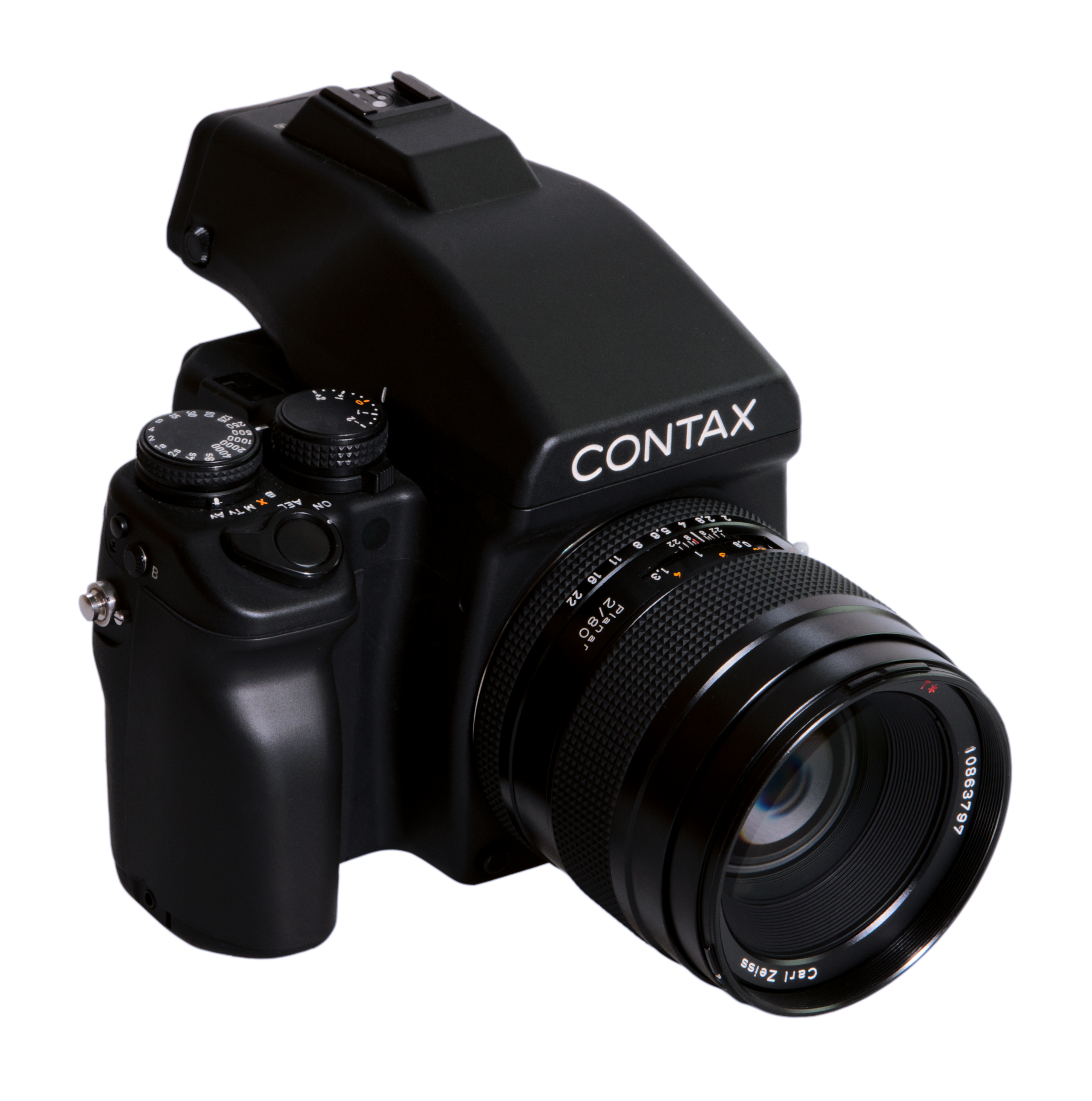
Contax 645

Die Contax 645 war eine von Kyocera ab 1998 angebotene Mittelformat-Spiegelreflexkamera mit Autofokus im Format 6 × 4,5 cm, die als Kamerasystem mit Wechselsuchern, Wechsel-Einstellscheiben, Zeiss-Objektiven und Filmmagazinen ausgerüstet werden konnte.

## Allgemeines
Die Kamera verfügte über einen Schlitzverschluss mit 32 s bis 1/4000 s Belichtungszeiten, Spiegelvorauslösung, motorischen Transport und Okularverschluss. Eine Besonderheit war eine keramische Filmandruckplatte in einem Vakuum-Filmeinsatz mit Öffnungen, durch die der Film an diese Platte angesaugt werden konnte, um die Planlage zu verbessern. Das Kameragehäuse ist kompatibel zu den digitalen Rückwänden von Phase One, Leaf und anderen.
Die Produktion der Contax 645 wurde von Kyocera zusammen mit der gesamten Kameraherstellung im Jahre 2005 eingestellt.
Die Rechte am Markennamen „Contax“ hält die Carl Zeiss AG, die auch die Objektive für das C645-System lieferte.  Durch die vertraglichen Vereinbarungen mit Kyocera ist es der Carl Zeiss AG nicht möglich, den Markennamen für potenziell zukünftige Neuauflagen von Contax-Kameras zu verwenden.

## Zubehör

### Objektive
Alle Objektive besitzen einen Autofocus mit Ausnahme des 120-mm-Makro-Objektivs.
- Distagon 3,5/35 mm (äquivalent ca. 21 mm bei 35-mm-Kleinbildformat)
- Distagon 2,8/45 mm (äquivalent ca. 28 mm KB)
- Distagon 3,5/55 mm (äquivalent ca. 35 mm KB)
- Planar 2/80 mm (äquivalent ca. 50 mm KB)
- Apo-Makro-Planar 4/120 mm (äquivalent ca. 75 mm KB)
- Sonnar 2,8/140 mm (äquivalent ca. 90 mm KB)
- Sonnar 4/210 mm (äquivalent ca. 135 mm KB)
- Tele-Apotessar 4/350 mm (äquivalent ca. 210 mm KB)
- Vario-Sonnar 4,5/45–90 mm (äquivalent ca. 28–55 mm KB)

### Objektivzubehör
- Telekonverter Mutar 1,4×
- Auto-Balgen
- Zwischenringe 13, 26, 52 mm
- Adapter NAM-1 zur Adaptierung von Contax-645-Objektiven an Kameras des Contax-N-Systems

### Sonstiges Zubehör
- Einstellscheiben MFS 1-3
- AE-Prismensucher MF-1
- Augenmuschel F-6
- Lichtschachtsucher MF-2
- Kabelauslöser LA-50
- Batterieadapter MP-1
- Blitzschiene MSB-1
- Stativschnellkupplung AT-1
- Filmmagazin MFB-1
- Filmeinsatz MFB 1-A für 120/220-Film
- Vakuumeinsatz MFB 1-b für 220-Film
- Polaroidrückteil MFB-2
- Magazinrückwand MK-FB
- Contax Blitzsystem